# A High Wind in Jamaica
A High wind in Jamaica is een Britse avonturenfilm uit 1965 onder regie van Alexander Mackendrick.

## Verhaal
Een aantal kolonisten hebben zich opgewerkt tot rijke landeigenaren in het Jamaica van de 18e eeuw. Omdat ze bang zijn dat hun kinderen onbeschaafd opgroeien sturen ze hen naar een kostschool gestuurd in Groot-Brittannië. Als het schip eenmaal vertrokken is uit Jamaica, wordt het overvallen door de piratenleider Chavez en zijn bende. Zij sluiten de kinderen op in het ruim, en kunnen niet wachten om ze van boord te zetten. Een van de oudere kinderen weet sympathie op te wekken bij Chavez en er ontstaat zelfs een band tussen hen. Als de Britse marine eenmaal de piratenbende weet te arresteren, proberen de kinderen te getuigen met het doel de piraten van veroordeling tot de galg te redden.

## Rolverdeling
| Acteur            | Personage            |
| ----------------- | -------------------- |
| Anthony Quinn     | Chavez               |
| James Coburn      | Zac                  |
| Dennis Price      | Mathias              |
| Lila Kedrova      | Rosa                 |
| Nigel Davenport   | Mijnheer Thornton    |
| Isabel Dean       | Mevrouw Thornton     |
| Kenneth J. Warren | Kapitein Marpole     |
| Ben Carruthers    | Alberto              |
| Gert Fröbe        | Nederlandse kapitein |
| Brian Phelan      | Curtis               |
| Trader Faulkner   | Piraat               |
| Charles Laurence  | Tallyman             |
| Charles Hyatt     | Piraat               |
| Dan Jackson       | Piraat               |
| Vivienne Ventura  | Margaret Fernandez   |